# Nicolas Lemonne
Nicolas Lemonne (* 2. November 1976 in Tours) ist ein ehemaliger französischer Handballspieler.

## Karriere

### Verein
Der 1,92 m große Torwart spielte in der Jugend bei HBC Tours, US Joué les Tours und Saint-Cyr-sur-Loire. Über HBC Gien kam er 1998 zum Erstligisten US Créteil HB, dem er bis 2009 treu blieb. Nach der Saison 2000/01 wurde er zum besten Torhüter der Spielzeit gewählt. Mit Créteil gewann er 2003 die Coupe de la Ligue, 2004 und 2008 erreichte er nochmals das Endspiel. In der Coupe de France kam die Mannschaft 2003 ebenfalls in das Finale. In der französischen Liga konnte man 2004 den zweiten Platz belegen. Zur Saison 2009/10 wechselte er zum Erstligaaufsteiger Cesson Rennes Métropole HB. Im Sommer 2013 beendete er seine professionelle Laufbahn und spielte noch fünf Jahre beim Drittligisten CPB Rennes.

### Nationalmannschaft
Mit der französischen Juniorennationalmannschaft gewann Lemonne die Bronzemedaille bei der U-21-Weltmeisterschaft 1997.
In der französischen A-Nationalmannschaft debütierte Lemonne am 9. September 2001 bei den Mittelmeerspielen gegen Griechenland. Dort gewann er mit der Auswahl die Bronzemedaille. Zur Europameisterschaft 2004, bei der die Franzosen den sechsten Rang erreichten, wurde er als dritter Torwart berufen und kam in vier Spielen zum Einsatz. Bei den Mittelmeerspielen 2005 stand er wieder im Aufgebot, als Frankreich den siebten Platz belegte. Insgesamt bestritt er 18 Länderspiele.